# 時間線を遡って
『時間線を遡って』（じかんせんをさかのぼって、英: Up The Line）は、アメリカ合衆国のSF作家ロバート・シルヴァーバーグによるタイムトラベル小説。主に時間旅行でもたらされる矛盾を中心に展開するが、性描写とユーモアの大量投入でも注目された。1970年のネビュラ賞長編小説部門、ヒューゴー賞長編小説部門にノミネートされた（いずれも受賞はアーシュラ・K・ル＝グウィンの『闇の左手』）。1969年にアメージング・ストーリーズで連載され、同年後半バランタイン・ブックスよりペーパーバックが発行された。
日本ではSFマガジン1970年9月号から12月号にかけて伊藤典夫訳により『時間線をのぼろう』という邦題で連載された。その後1974年に中村保男訳により『時間線を遡って』というタイトルで東京創元社から文庫版が発行された。2017年6月に同じく東京創元社より発行された伊藤典夫による「新訳版」のタイトルは『時間線をのぼろう』になっている。1974年発行の創元SF文庫版に対し1975年星雲賞海外長編賞が授けられた。

## あらすじ
※固有名詞は中村保男訳に準ずる。（）内は伊藤典夫訳による。
時は西暦2059年、ジャッド（ジャド）・エリオット三世はビザンチン文化を専攻する史学博士課程の落ちこぼれ。ニューワー・ヨークで法律事務所の仕事に飽きた彼は、ニュー・オーリアンズに向かい、サムことサムボ・サムボ（サンボ・サンボ）と言う黒人男性と知り合い、彼の伝手で時間サーヴィス公社の添乗員の仕事に就いた。経験豊かな他のガイドに随行する入門コースの後、ジャッドは古代および中世のビザンチン/コンスタンティノープルを訪れる観光客のガイドとしてタイムラインを上下にシャントする（ 遡る［さかのぼる - のぼる、up the line］は過去への移動、くだる［down］はジャッドの現在時間2059年まで限定の未来への移動） 。
ジャッドを悩ませるのは愚かな観光客だけではなく、過去に様々な混乱を引き起こそうとする貪欲で情緒不安定な同僚も含まれていた。ジャッドは時を超越した驚くべき矛盾、彼自身の曾曾曾多曾祖母パルケリア（プルケリア）と出会い恋に落ちる。彼は過去の魅力に屈し、仕事中に密かに抜け出し過去に跳んでパルケリアと一夜の契りを結ぶ。跳んだ時点から少し未来の時点に戻ると、観光客の1人が消えていた。調べると自分では操作出来ない筈の観光客用タイマーを改造し、勝手にシャントしていた事が判明した。焦ったジャッドは阻止せんとして、自身を同時に2人存在させてしまうという致命的ミスを犯す。逃走した観光客ソーアベンド（ソウラベンド）はパルケリアがまだ幼い頃にシャントして、彼女を手籠めにして妻にするという歴史改竄を引き起こしていた。
ジャッドはタイムパトロールに発覚しない内に、仲間たちと協力して何とか事態を収拾した。2人となったジャッド（AとB）はパルケリアの時代と2059年を交代で行き来する事に取り決めた。しかし些細な事から一連の出来事はタイムパトロールの知るところとなり、ジャッドはパルケリアに逢いに行く前に担当を外され連行された。これによりジャッドAもBも矛盾した存在となり、観光客を引き連れたジャッドBは2059年に着いた瞬間にパラドックスの保護が解けて消滅した。パルケリアと愛を交わした一夜も無かった事にされた。パルケリアの時代に滞在していたジャッドAの元に、サムが急を告げにシャントしてきた。彼の勧めに従って先史時代に逃れたジャッドAは、サムの言った通り人々から神のように崇められる存在となった。女にも不自由しなかったが、逢瀬も無かった事にされたパルケリアへの想いは募るばかりでジャッドAは孤独だった。連行されたジャッドの裁判が終わり、完全に存在を抹消される日がいずれ来る事に怯えながら。

## 評価
アルジス・バドリスは「もしそれが無ければ短編か中編小説に収まってしまう程の夥しい量と種類の性描写が導入され、延々とコンスタンティノープルへの旅行の記述が続く」と好意的ではない批評を寄せた。彼はさらに小説のプロットにおける様々な非論理的要素についても、かなり詳しく論じている。

## スピンオフ
1990年代に『時間線を遡って』の世界を借りた「Robert Silverberg's Time Tours」と銘打たれたシリーズが6冊書かれた。
- ウィリアム・F・ウー（英語版）: 『The Robin Hood Ambush』 ISBN 978-0-061-06003-8
- ニック・バロン: 『Glory's End』 ISBN 978-0-061-06013-7
- デブラ・ドイル（英語版）、ジェイムズ・D・マクドナルド（英語版）: 『Timecrime, Inc.』 ISBN 978-0-061-06014-4
- トーマス・シャドウェル: 『The Dinosaur Trackers』 ISBN 978-0-061-06053-3
- グレッグ・コックス（英語版）、ニック・バロン: 『The Pirate Paradox』 ISBN 978-0-061-06016-8
- ジェレミー・キングストン: 『Caesar's Time Legions』 ISBN 978-0-061-06017-5